# Ассирийцы в России
Численность ассирийцев в России составляет от 14 тысяч (по данным переписи 2002 года) до 70 тысяч по ассирийским данным.

## История
Ассирийцы приехали в Россию и Советский Союз тремя волнами.
Первая волна была после Туркманчайского договора в 1828 году, когда ассирийцы оказались разделены границей между Россией и Персией. Многие ассирийцы оказались под суверенитетом России и тысячи их родственников пересекли границу, чтобы присоединиться к ним.
Вторая волна была в результате геноцида во время и после Первой мировой войны.
Тогда в Советской России оказалось около 30 тыс. ассирийцев, часто без документов. Большинство их жило в лагерях беженцев на юге России до 1920-х годов, а затем расселялись оттуда в Петроград, Москву, Ростов и на Кубань. В СССР в 30-е годы ассирийцы подверглись гонениям из-за религии и преследованиям.
Третья волна пришла после Второй мировой войны, когда Москва безуспешно пыталась создать зависимое государство в Иранском Курдистане.
Советские войска были выведены из Ирана в 1946 году и оставили ассирийцев, которые подверглись точно такому же геноциду, как и во время геноцида от турок 30 лет назад. Опять же, многие ассирийцы нашли убежище в Советском Союзе, на этот раз они в основном осели в городах. С 1937 по 1959 год численность ассирийцев в СССР выросла на 587,3 %. 
В 1930—1940-е годы многие ассирийцы, особенно проживавшие в Грузии и Азербайджане, подверглись репрессиям. Вторая волна репрессий против ассирийцев в СССР прошла в 1949—1950 годах. Ассирийский народ был обвинён в измене Родине, шпионаже и вредительстве. Ассирийцы подверглись высылке из Закавказья и Крыма в Сибирь.

## Численность
По данным переписи населения 2002 года, в России было 13 649 ассирийцев. 7762 из них (56,9 % всех ассирийцев) указали ассирийский язык как родной.
Регионы проживания ассирийцев:
- Краснодарский край — 3764
- Москва — 2737
- Ростовская область — 2040
- Ставропольский край — 872
- Санкт-Петербург — 487

## Известные российские ассирийцы
- Мирза Пира Арслан хан (1843—1904) — учёный-востоковед, и. о. лектора персидского языка Санкт-Петербургского университета.
- Атурая, Фрейдун (1891—1926) — политический деятель.
- Давыдов, Михаил Иванович (род. 1947) — ведущий онколог России, бывший президент РАМН.
- Давыдов, Ладо Шириншаевич (1924—1987) — участник ВОВ, герой Советского Союза.
- Джуна (1949—2015) — советская и российская писательница, позиционировавшая себя как целитель и астролог.
- Каламанов, Владимир Авдашевич (род. 1952) — государственный деятель, дипломат.
- Матвеев, Константин Петрович (1934—2003) — советский и российский философ и историк.
- Михаил I — по церковному преданию первый киевский митрополит (988-991).
- Осипов, Сергей Георгиевич — доктор медицинских наук.
- Садо, Михаил Юханович (1934—2010) — филолог и диссидент.
- Сархошев, Сергей Абрамович (1913—1991) — участник ВОВ, герой Советского Союза.
- Тамразов, Николай Ишувич (род. 1939) — актёр, радиоведущий, шоумен.
- Стефан (Садо) (род. 1965) — архимандрит Русской православной церкви, заведующий библиотекой Санкт-Петербургской духовной академии, Автор исследований по истории Урмийской духовной миссии и судьбам ассирийцев России.